# Aéroport de Fort Liard
L'aéroport de Fort Liard est un aéroport situé au sud-ouest des Territoires du Nord-Ouest, au Canada.